# Голова з Каліцтлаваки
Голова́ з Каліцтлава́ки — керамічна голова, яка, ймовірно, була частиною невеликої скульптури людини. Виявлена 1933 року в районі мексиканського городища Каліцтлавака.

## Обставини виявлення
Теракотову голову виявив археолог Хосе Гарсія Пайон під час розкопок 1933 року в мексиканському городищі Каліцтлавака, розташованому приблизно за 65 км на південний захід від Мехіко. Артефакт перебував під трьома незайманими глинобитними шарами розкопу, у похованні, віднесеному до ацтеків, серед інших предметів, датованих періодом 1476—1510 років. До останніх належали прикраси з гірського кришталю та раковин, глиняні розписні чаші та глеки, фігурка оцелота, золоті пластини, наконечники списів із обсидіану та кременю.

## Загальні відомості
Офіційно відомості про знахідку Хосе Пайон вперше опублікував лише 1960 року. Особливостями теракотової голови, що має невеликий, близько 3 см у діаметрі, розмір, є європейські риси обличчя та загальна відповідність стилю давньоримських скульптур. При цьому яскраво виражена кардинальна відмінність від місцевих зразків образотворчого мистецтва. Хоча деякі дослідники вважають її підробкою, існують праці, які доводять можливість римського походження і, зокрема, відносять до типу римських статуеток II століття до н. е. 2001 року Ромео Х. Христов (англ. Romeo H. Hristov) із університету Нью-Мексико та Сантьяго Геновес із Національного Автономного університету Мексики підтвердили цю думку, що деякі дослідники сприйняли як явний доказ доколумбових європейсько-американських контактів.

## Версії появи знахідки
Основні погляди на появу теракотової знахідки зводяться до таких:
- Містифікація. За деякими відомостями, знахідку міг підкласти в розкоп один із учасників експедиції з метою зле пожартувати над науковим керівником — Хосе Гарсіа Пайоном[1]. Однак, археолог Ромео Х. Христов вважає ці твердження лише чутками. Проте зараз підтвердити або спростувати це неможливо, оскільки всі безпосередні учасники розкопок померли[2].
- Поява теракотової знахідки разом із першими європейцями часів Колумба та Кортеса. Це вважають за можливе, але дуже малоймовірне. Одночасно зазначають, що головний убір фігурки нагадує аналогічні предмети скандинавів або вікінгів[2].
- Фігурка потрапила до Америки через Південно-Східну Азію на китайському чи індійському кораблі. Цю версію запропонував 1961 року австрійський етнограф Роберт Гейне-Гельдерн[en] і вона має певну підтримку[3][4].
- Фігурка потрапила до Америки з віднесеним у океан судном римлян, карфагенян або берберів. Аргументом такої версії є наявність доказів їх перебування в VI—V столітті до н. е. на Тенерифе і Лансароте (Канарські острови)[2]. Один із прихильників цього пояснення, археолог Іллінойського університету[en] Девід Ґроув[en] (англ. David Grove), зазначив, що потрапляння в Новий світ залишків судна після аварії корабля зовсім не передбачає якогось «контакту»[5].